# 我们的电光石火
《我们的电光石火》（日语：ボクたちの電光石火）是日本乐团GReeeeN的第10张錄音室專輯。2021年1月6日由环球音乐集团发行。

## 简介
《我们的电光石火》为GReeeeN在2021年发行的第一张专辑，距离上一部专辑《第九》发售有一年零3个月。计划发售通常盘和初回限定盘，其中通常盘只包含CD，初回限定盘包含CD和纪念品。专辑封面题字由內村光良设计。